# Gabriel Bullet
Gabriel Bullet (* 22. März 1921 in Estavayer-le-Lac; † 7. September 2011 in Lausanne) war ein Schweizer Geistlicher und römisch-katholischer Weihbischof im Bistum Lausanne, Genf und Freiburg.

## Leben
Gabriel Bullet trat 1940 nach dem Besuch des Collège Saint-Michel in Freiburg in das hiesige Priesterseminar ein. Er empfing am 8. Juli 1945 die Priesterweihe und war anschliessend Vikar der Pfarrei Saint-Antoine de Padoue in Genf (1945/46) und in der Pfarrei Notre-Dame in Genf (1946/50). Von 1957 bis 1970 war Bullet Vizeoberer des Priesterseminars Freiburg sowie Direktor und Professor für Liturgie und Pastoraltheologie am Priesterseminar Freiburg. Nach Studium in Rom und nach seiner Promotion zum Dr. theol. an der Theologischen Fakultät der Universität Freiburg 1958 lehrte er bis 1970 Moraltheologie am Freiburger Seminar. Zudem war er Lehrbeauftragter für Katechese und Moraltheologie an der Universität Freiburg. Von 1968 bis 1971 übernahm er die Leitung des Theologieinstitutes der Universität Freiburg.
Papst Paul VI. ernannte ihn am 29. Dezember 1970 zum Titularbischof von Glavinitza und bestellte ihn zum Weihbischof im Bistum Lausanne, Genf und Freiburg. Der emeritierte Bischof von Lausanne, Genf und Freiburg, François Charrière, spendete ihm am 6. Februar 1971 die Bischofsweihe; Mitkonsekratoren waren François-Nestor Adam CRB, Bischof von Sitten, und Pierre Mamie, Bischof von Lausanne, Genf und Freiburg. Er war Generalvikar und Bischofsvikar für den Kanton Waadt von 1987 bis 1994.
Bullet war von 1988 bis 1991 Vizepräsident der Schweizerischen Bischofskonferenz sowie verantwortlich für die  Themen "Apostolat der Laien", "Ehe und Familie" und "Spezialisierte Seelsorge".
Seinem Rücktrittsgesuch wurde durch Papst Johannes Paul II. am 16. November 1993 stattgegeben.

## Schriften
- Theologische Überlegungen zu den seelsorgerlichen Problemen der Einwanderer, Schweizerische katholische Arbeitsgemeinschaft für die Fremdarbeiter, 1976
- Vertus morales infuses et vertus morales sequises selon saint Thomas d'Aquin, Editions Universitaires, 1958
- Avec le Seigneur, Ecclesia catholica 1969, zusammen mit Madeline Diener, Charles Cottet
- Un évêque, pourquoi?, Paroisse Sainte-Thérèse, 1984